# Waitomokia

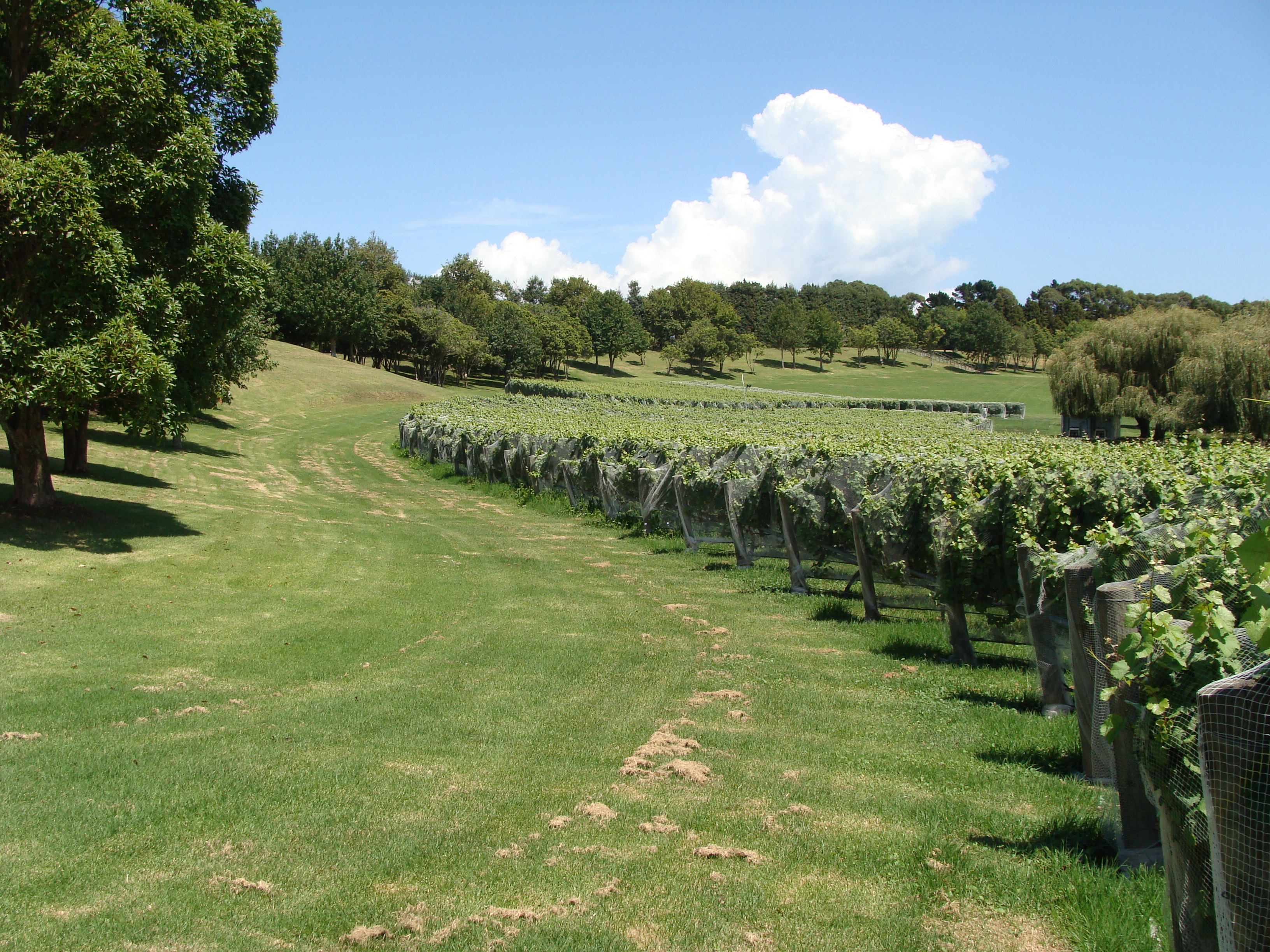
Weinanbau im Explosionskrater des Waitomokia.

Waitomokia (auch Gabriel Hill oder Mount Gabriel) ist einer der Vulkane des Auckland Volcanic Field in Neuseeland. Der 600 Meter breite Tuffkrater beherbergte drei kleine, 20 m hohe Schlackenkegel, von denen einer einen Krater besaß. Sie wurden komplett zur Steingewinnung abgebaut.